# Peters dykare
Peters dykare (Cephalophus callipygus) är en liten dykarantilop som man hittar i Gabon, södra Kamerun, Ekvatorialguinea och i Kongo-Brazzaville.

## Utseende
Den har en mankhöjd på ungefär 50 centimeter, väger mellan 17,5 och 25,2 kilogram och har en gråbrun päls med inslag av rött. 
Honor är med en kroppslängd (huvud och bål) av 97 till 109 cm lite större än hanar som blir 94 till 106 cm långa. Därtill kommer en 12 till 15 cm lång svans. På pannan förekommer en krans av längre hår som är tydlig rödaktiga. Från ryggens mitt till bakdelen sträcker sig en mörk strimma som blir bredare baktill. Hos Peters dykare är undersidan ljusare än bålens sidor och extremiteterna är mörkare än andra kroppsdelar (förutom ryggens strimma). Arten har en svart tofs av längre hår vid svansens slut som är svart. Typiskt är även stora körtlar framför ögonen som är täckta av rödaktiga hår. Hos vuxna hanar är dessa körtlar större. Hos ungar är pälsfärgen allmänt mörkare men ryggens mörka strimma är redan synlig.

## Ekologi
Peters dykare lever i huvudsak i den täta undervegetation som bergskedjornas regnskogar har. Arten besöker även skogar som återskapades samt galleriskogar. Den observerades även i buskar nära byar.
Peters dykare är i några regioner ganska talrik. I nordöstra Gabon registrerades upp till 25 individer per kvadratkilometer. I andra områden dokumenterades bara en individ per kvadratkilometer. Arten är aktiv på dagen men den vilar under dagens hetaste timmar från dagens mitt till tidiga eftermiddagen. Födan utgörs främst av frukter som ligger på marken. Peters dykare gynnas av fåglar, primater, fladdermöss och andra djur som plockar sin föda i trädens kronor och som tappar flera frukter. Födan kompletteras med blad, gröna växtstjälkar eller kvistar, blommor, svampar samt ibland med insekter eller andra smådjur. Arten föredrar frukter som liknar druvor eller bär i utseende med en diameter av 1 till 5 cm. För att hitta födan vandrar individen 1,9 till 4,3 km per dag. Vid ett tillfälle iakttogs ett exemplar som jagade en unge av en skogsand.
När Peters dykare upptäcker en fara står den stilla ett ögonblick och sedan springer den till närmaste gömställe.  När honan inte är brunstig lever de flesta individer ensamma. Hanar och honor har revir men honornas territorier kan överlappa vid gränserna. Reviret markeras med sekret från körtlarna vid ögonen. I fångenskap är hanar aggressiva mot varandra. Mellan hanar och honor samt mellan olika honor registrerades i djurparker ömsesidig pälsvård. Hanar markerade även sin partner med körtelvätska.
Könsmognaden infaller för hanar ofta efter 17 månader samt för honor efter 20 månader. Honor kan para sig under alla årstider men de flesta ungar föds när tillgången till födan är störst. Vid födelsen har ungen en vikt av nästan 3 kg. Antagligen är leoparden artens största naturliga fiende.

## Bevarandestatus
Peters dykare jagas ofta med hjälp av snara, något som kan medföra att arten blir sällsynt i begränsade regioner. Även skogarnas omvandling till jordbruksmark och samhällen utgör ett hot. En studie från 1999 fick resultatet hat 382 000 individer bildar hela populationen. I skogar som ligger längre bort från människans boplatser är Peters dykare ganska talrik. IUCN listar arten som livskraftig (LC).